# Gerard Edwards Smith
Pour les articles homonymes, voir Smith.
Le révérend Gerard Edwards Smith est un botaniste britannique, né en 1804 à Camberwell et mort le 21 décembre 1881 à Ockbrook dans le Ockbrook.

## Biographie
Il est prêtre à Sellindge dans le Kent de 1830 à 1832, vicaire de Cantley, Yorkshire, de 1844 à 1846 et vicaire d’Osmaston, Derby, de 1854 à 1871. Ce naturaliste est un amateur d’orchidées et en collectionne un grand nombre. Il participe à Flora of Beryshire et est l’auteur de nombreuses espèces d’orchidées.